# Jübar
Jübar es un municipio alemán situado en la parte occidental del distrito de Altmark-Salzwedel, en el estado de Sajonia-Anhalt.

## Enlaces externos

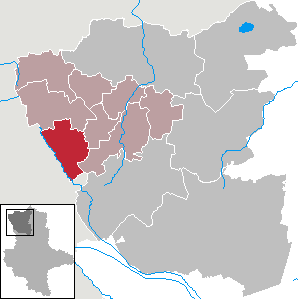
Situación de Jübar respecto al distrito de Altmark-Salzwedel.